# 比利亚德佩拉
比利亚德佩拉，是西班牙卡斯蒂利亚-莱昂萨莫拉省的一个市镇。 总面积30平方公里，总人口280人（2001年），人口密度9人/平方公里。